# Syma megarhyncha
Syma megarhyncha, conhecida como martim-caçador-serrano é uma espécie de ave da família Alcedinidae.
Pode ser encontrada nos seguintes países: Indonésia e Papua-Nova Guiné. Os seus habitats naturais são: florestas subtropicais ou tropicais húmidas de baixa altitude e regiões subtropicais ou tropicais húmidas de alta altitude.